# Cochemiea wrightii

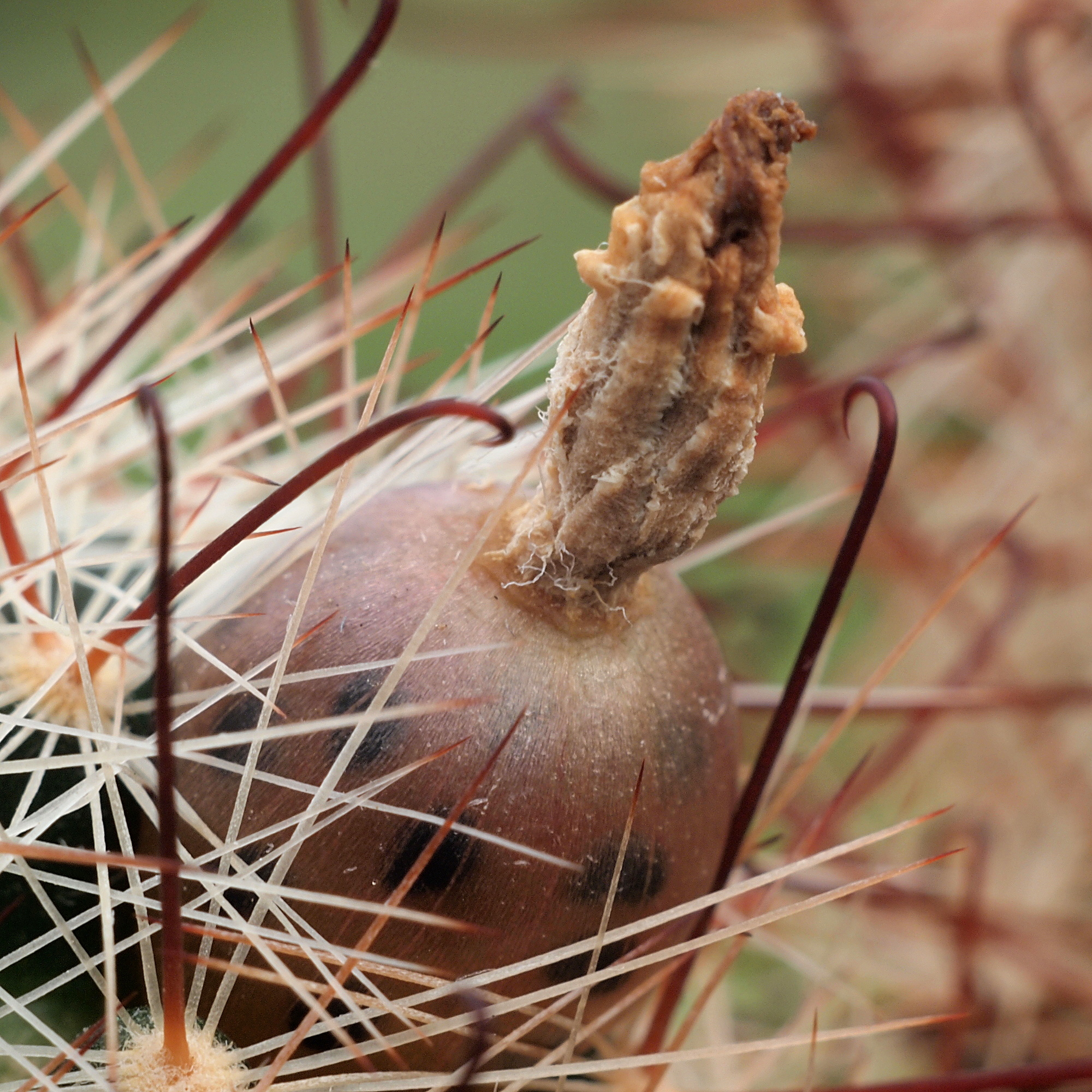
Frucht

Cochemiea wrightii ist eine Pflanzenart aus der Gattung Cochemiea in der Familie der Kakteengewächse (Cactaceae). Das Artepitheton wrightii ehrt den US-amerikanischen Botaniker Charles Wright, der insbesondere Texas und Kuba erforschte. Englische Trivialnamen sind „Brown Pincushion“, „Wilcox’s Fishhook Cactus“, „Wilcox’s Pincushion“, „Wright’s Fishook Cactus“ und „Wright’s Pincushion“.

## Beschreibung
Cochemiea wrightii wächst vorwiegend einzeln. Die abgeflacht kugeligen bis kurz zylindrischen Triebe sind dunkelgrün. Sie messen 3 bis 8 Zentimeter im Durchmesser. Die zylindrisch geformten Warzen führen keinen Milchsaft. Die Axillen bleiben nackt. Bis zu 3 Mitteldornen sind vorhanden. Sie sind gehakt, dunkel und 1 bis 1,2 Zentimeter lang. Die bis zu 12 weißliche Randdornen, die oberen sind weniger länger und dunkel gespitzt, sind 8 bis 12 Millimeter lang.
Die magenta bis leuchtend purpur gefärbten Blüten, sehr selten auch weiß, sind bis zu 2,5 Zentimeter lang wie auch im Durchmesser groß. Die Perianthsegmente sind zurückgeschlagen. Die eiförmig bis kugeligen Früchte sind purpurn gefärbt. Sie sind bis zu 2,5 Zentimeter lang und enthalten schwarze Samen.

## Verbreitung, Systematik und Gefährdung
Mammillaria wrightii ist in den US-Bundesstaaten Arizona und New Mexico sowie in den mexikanischen Bundesstaaten Sonora und Chihuahua verbreitet.
Die Erstbeschreibung als Mammillaria wrightii erfolgte 1856 durch George Engelmann. Alexander Borissovitch Doweld stellte die Art im Jahr 2000 in die Gattung Cochemiea. Weitere nomenklatorische Synonyme sind Cactus wrightii (Engelm.) Kuntze (1891), Neomammillaria wrightii (Engelm.) Britton & Rose (1923), Chilita wrightii (Engelm.) Orcutt (1926) und Ebnerella wrightii (Engelm.) Buxb. (1951).
Es werden folgende Unterarten unterschieden:
- Cochemiea wrightii subsp. wrightii:
Die Nominatform hat große magentafarbene bis purpurne Blüten. Die Früchte erscheinen wie Traubenbeeren. Sie sind bis zu 2,5 Zentimeter im Durchmesser.
- Cochemiea wrightii subsp. wilcoxii (Toumey ex K.Schum.) Doweld:
Die Erstbeschreibung als Mammillaria wilcoxii erfolgte 1898 durch Karl Moritz Schumann.[4] Die Unterart hat leuchtend purpurne Blüten; selten weiß.

In der Roten Liste gefährdeter Arten der IUCN wird die Art als „Least Concern (LC)“, d. h. als nicht gefährdet geführt.

## Nachweise